# Alvinópolis (kommun)
Alvinópolis är en kommun i Brasilien.   Den ligger i delstaten Minas Gerais, i den sydöstra delen av landet, 700 km sydost om huvudstaden Brasília. Antalet invånare är 15 263.
Följande samhällen finns i Alvinópolis:
- Alvinópolis

Omgivningarna runt Alvinópolis är huvudsakligen savann. Runt Alvinópolis är det ganska glesbefolkat, med 28 invånare per kvadratkilometer.